# Médullia
Médullia est une ville qui fut prise par Ancus Martius.

## Historique
Après la prise de Politorium, Ancus Martius se concentra sur la ville de Médullia.
L'issue de la bataille fut longtemps incertaine car la victoire changeait de camp à chaque combat. En effet, Médullia était sécurisée par un énorme rempart et une solide garnison protégeait la ville. Quant à l'armée qui la défendait, elle était installée dans la plaine et avait déjà livré de nombreux corps à corps avec les soldats romains.
Pour en finir, Ancus Martius décida de lancer son armée entière dans la bataille et il en sortit vainqueur. 